# Культура Эстонии (XX век)

## Начало XX века
В 1909 в Тарту был создан Эстонский национальный музей, сохраняющий предметы старины.

### Архитектура
В начале XX векa в архитектуре Эстонии популярным стал модерн. Примером этого стиля является здание театра «Эстония» в Таллине, здание Института зоологии и геологии Тартуского университета и др.

## Первый период независимости (1918—1940)
Благодаря достигнутой в 1918 году государственности стало возможным создание государственных структур для оказания поддержки эстонской культуры. Выдающиеся произведения искусства и литературы отмечались со стороны государства разными призами и премиями. Развитию культуры способствовала система народного образования, высшее образование и наука на эстонском языке — с 1918 года эстонский язык стал государственным. Стало работать национальное Эстонское радио (1924).
С 1918 года стало действовать Эстонское телеграфное агентство. В Таллине и Тарту в 1919 году были открыты два высших музыкальных училища.
В 1925 году был принят Закон о культурной автономии. По этому закону национальные меньшинства Эстонии (русские, немцы, шведы, евреи, латыши и др.) имели право при поддержке государства открывать национальные школы и организовывать свою культурную жизнь.
В 1920 −1930-е годы ведущим научным центром страны был Тартуский университет, где особое внимание уделялось исследованиям в области эстонской филологии и литературы, истории, этнографии и медицины. В 1930 году в Эстонии издавались 276 газет и журналов. В период 1932-37 вышла «Эстонская Энциклопедия» (эст. Eesti Entsüklopeedia). Работу продолжали многочисленные объединения и кооперативы.
В 1930-е годы в деревне стал доминировать городской стиль жизни. В период диктатуры Пятса большое внимание уделялось патриотическому воспитанию молодежи, была произведена эстонизация имён и акция по декорации страны.